# Taraclia, Căușeni
Taraclia este un sat din raionul Căușeni, Republica Moldova.

## Dicționarul Geografic al Basarabieide Zamfir Arbore
Taraclia, sat, în jud. Bender, centrul volostei cu același nume, așezat în valea Ceaga, între satul Baimaclia și târgușorul Petrovca. Dealul de la V. are o înălțime de 98 stânj. d. n. m. Pe vârful dealului există 4 movile de o construcție veche. Satul a existat pe la 1800, precum se vede după pietrele de pe morminte. A fost un sat românesc cu desăvârșire, până pe la 1850, când, după stăruințele colonelului Beer, aici s-au adus 28 familii de rusini din satul Ruchotin (jud. Hotin). Cu toate astea, până la 1850, liturghia s-a oficiat în limba română, iar de la acest an în limba rusă. În biblioteca bisericii se află cărți vechi românești : Penticostar (1805), tipărit de Ion Borta la Sibiu; Evanghelia (1806); Ochtocion (1811). Satul are astăzi (începutul secolului al XX-lea) 302 case, cu o populație de 3344 suflete, majoritate moldoveni; o școală rusească. Țăranii posedă câte 20-21 desetine pământ de cap de familie; vite; vii și grădini cu pomi.

## Geografie
În partea de sud-est a satului este amplasată râpa Taraclia, o arie protejată din categoria monumentelor naturii de tip geologic sau paleontologic.

## Demografie

### Structura etnică
Structura etnică a localității conform recensământului populației din 2004:
| Grup etnic                                               | Populație | % Procentaj  |
| -------------------------------------------------------- | --------- | ------------ |
| Băștinași declarați Moldoveni Băștinași declarați Români | 4142 57   | 96,78% 1,33% |
| Ucraineni                                                | 42        | 0,98%        |
| Ruși                                                     | 21        | 0,49%        |
| Bulgari                                                  | 8         | 0,19%        |
| Găgăuzi                                                  | 4         | 0,09%        |
| Țigani                                                   | 2         | 0,05%        |
| Alții                                                    | 4         | 0,09%        |
| Total                                                    | 4280      |              |

## Administrație și politică
Componența Consiliului local Taraclia (13 consilieri), ales la 5 noiembrie 2023, este următoarea:
|  | Partid                                       | Consilieri | Componență | Componență | Componență | Componență | Componență | Componență |
|  | -------------------------------------------- | ---------- | ---------- | ---------- | ---------- | ---------- | ---------- | ---------- |
|  | Partidul Acțiune și Solidaritate             | 6          |            |            |            |            |            |            |
|  | Partidul Social Democrat European            | 4          |            |            |            |            |            |            |
|  | Partidul Socialiștilor din Republica Moldova | 2          |            |            |            |            |            |            |
|  | Partidul Liberal Democrat din Moldova        | 1          |            |            |            |            |            |            |